# Voria operosa
Voria operosa är en tvåvingeart som beskrevs av Robineau-desvoidy 1863. Voria operosa ingår i släktet Voria och familjen parasitflugor.
Artens utbredningsområde är Frankrike. Inga underarter finns listade i Catalogue of Life.